# Ulla Selander
Ulla Anna-Britt Selander, född 28 juni 1924 i Sankt Pauli församling i Malmö, död 27 november 2011 i Kävlinge församling, var en svensk målare och tecknare.
Selander utexaminerades från fackavdelningen för reklam och bokhantverk vid Konstfackskolan i Stockholm 1948. Hon medverkade i Nationalmuseums utställning Unga tecknare och Liljevalchs Stockholmssalonger och i samlingsutställningar arrangerade av Skånes konstförening och Limhamns konstförening. Hennes konst består av landskapsmålningar och figurer utförda i olja eller akvarell. 
Selander var från 1955 gift med ingenjör Lars Hendeberg (1921–1967). Hon är gravsatt i minneslunden på Sankt Pauli mellersta kyrkogård i Malmö.